# ألان بورنس (لاعب دوري الرغبي)
ألان بورنس (بالإنجليزية: Alan Burns)‏ هو لاعب دوري الرغبي أسترالي، ولد في 26 مارس 1961 في North Sydney ‏ في أستراليا.